# 葡萄牙國旗
葡萄牙國旗圖案為雙直條型，靠近旗桿五分之二為綠色，尾端其餘五分之三為紅色，雙條交間處飾有小型國徽（浑仪和葡萄牙盾徽）。该設計替代了葡萄牙王国時期的國旗，並於葡萄牙共和国成立后的1911年6月30日獲正式採用为共和国国旗，由葡萄牙画家科倫巴諾·博達洛·平尼艾羅、新闻记者兼政治家若昂·沙加斯、及外交家兼作家阿貝爾·波泰略组成的特別委員會从众多候选中确定的。
葡萄牙共和国國旗并没有继承王国国旗的蓝白背景色彩，而是改用绿红二色，强调新国家的共和制与君主制的不同。自從1891年1月31日共和主義者起義失敗後，紅色和綠色成為葡萄牙共和黨及其相關運動的代表色彩，直至1910年10月5日共和革命成功。在此后的数十年中，政府宣傳指綠色代表民族希望，紅色代表为民族希望而献身者的鲜血，為国旗色彩賦予更多愛國情感，而不再强调其原本代表的政治含义。
葡萄牙共和国国旗表現了葡萄牙國旗演變進程中的一大巨變，在此之前則有著与皇室徽章緊密結合的传统。葡萄牙王国建立之初，阿方索一世采用白底藍十字的方形旗幟，其後演變至象征自由君主政體的皇室徽章在藍白直條的交間處上的旗帜。葡萄牙的一系列重大變革與政治事件，也促使了盾牌徽章的改變，造就成今日所見的設計。

## 國旗格式
1911年6月19日，制憲大會核准了國旗法令，使新國旗在法律上取代原本葡萄牙王國的君主立憲制國旗，並發表在政府日誌第141號中；同年6月30日，這項法令規章正式公佈，發表在政府日誌第150號中。

### 制定

葡萄牙國旗的官方設計圖表，長度皆是相對長度(L)，可以自由代入一定長度與單位自製國旗。

旗的長度為寬度的1.5倍，即是垂直與橫向之比為2:3。背景分成雙色，靠近旗桿五分之二為深綠色，尾端其餘五分之三為猩紅色。交間處則飾有小型版本，沒有月桂花圈的國徽（浑仪和葡萄牙盾牌）。
該浑仪的直徑正好是國旗寬度的一半；上面有五個圓弧，分別代表：黃道、赤道、兩條緯線、一條子午線。全部都有印邊。中央是國家盾牌—白邊弧形底（葡萄牙式）的紅色盾牌和白色內盾。內盾上有五面較小的藍色盾牌(稱escudetes或quinas)，彎邊指向下方，排列像希臘十字形，每個「quina」有五個白色圓形「bezants」（比占），排成X形。紅色邊緣飾有七座黃色城堡，其中三座在上緣部分。
國旗的顏色沒有在任何法律文件或任何國家機構說明；近似色列述如下：
| 顏色標準     | 紅        | 綠       | 黃        | 白          | 藍       | 黑      |
| ------------ | --------- | -------- | --------- | ----------- | -------- | ------- |
| Pantone      | 485       | 349      | 803       |             | 288      | Black   |
| 網頁顏色標準 | #DA291C   | #046A38  | #FFE900   | #FFFFFF     | #002D72  | #000000 |
| RGB          | 218-41-28 | 4-106-56 | 255-233-0 | 255-255-255 | 0-45-114 | 0-0-0   |

### 背景

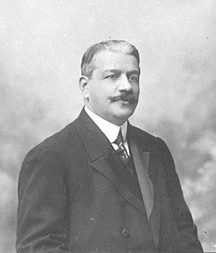
若昂·沙加斯，旗幟創建委員。

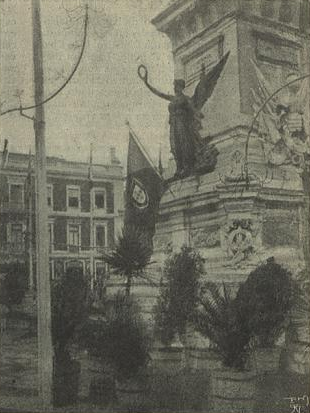
1910年12月1日，新國旗在里斯本的光復紀念碑第一次升起

在1910年10月5日的共和革命開始更換皇權的象徵，共和代表在一審中建議新的國旗和國歌。新國旗並未和舊國旗有任何極似的地方，尤其是顏色方面，共和黨團代表的紅色和綠色和來自代表傳統君權的藍與白相對。藍色也帶來強烈的宗教意義，因為它是聖母瑪利亞受孕的代表顏色（葡萄牙語：Nossa Senhora da Conceição），高位化了皇后和葡萄牙國王若昂四世，所以對建立平民共和國家的共和黨來說，去除或替換這種顏色是有道理的。
經過多次討論並提出多項建議後，一個政府性委員會成立於1910年10月15日，成員包括：畫家科倫巴諾·博達洛·平尼艾羅、新聞記者兼政治家若昂·沙加斯、外交家兼作家阿貝爾·波泰略，以及兩名1910年的軍事領袖：拉迪斯勞·佩雷拉（Ladislau Pereira）和阿方索·帕剌（Afonso Palla）。這個委員會最後選擇葡萄牙共和黨的紅色和綠色；遞送時解釋純粹基於愛國的動機，隱瞞了背後的政治意義，即其用於1891年1月31日在波尔圖的共和黨暴動者旗幟上，直到在里斯本推翻君主制的革命大致都以紅色和綠色為代表。
委員會認為紅色應「……作為當前的一項主要顏色，因為它代表勇氣和溫馨，充滿生機且出類拔萃。勝利和笑聲的顏色；歌唱的，燃燒的，歡樂的色彩……血的理念促進勝利」。綠色則較難解釋，這不是歷史上葡萄牙國旗的傳統色彩。結果理據是，1891年民變期間，在革命旗幟下，「葡萄牙人點亮了黎明的救贖曙光」，而旗上有綠色。最後，盾牌上的白色代表「美麗和友愛的色彩，和其他色彩非常融入的特性代表簡潔、和諧與和平」，並補充：「……正是這種相同的色彩，基督的紅十字帶給我們的強烈熱情和信心，標誌着地理大發現的史詩循環。」
新國旗再度使用若昂六世時期國旗上的曼奴埃爾式（葡萄牙後哥德式建築）浑仪，因為考慮到「葡萄牙航海史……對我們共同的生活－極大的挑戰」。也加入歷史更久的葡萄牙盾牌，它的永恆存在代表：「人們的奇蹟－積極勇猛、不屈不撓、權謀和膽略，能結合第一環節的－葡國社會和政治證言」，因為它是「對國家的認同和忠誠最有力的象徵」。
新國旗在標準處（葡语:Cordoaria Nacional，英譯:National Ropehouse）大量生產，並正式將1910年12月1日定為國旗日，但目前沒有慶祝活動。在國旗日時，里斯本會進行「國旗遊行」活動，遊行隊伍拿着國旗從大會堂行至光復紀念碑，並且懸掛在紀念碑上。此活動在節日介紹並沒有掩飾，但國旗引起的風波和爭議沒有向大眾諮詢，而表現出國旗係代表政權，而非全國。
為鼓勵更多地區接受新國旗，政府發出所有教學制定的原型：對學生以象徵加以解釋；教科書也集中陳列這些象徵。此外，12月1日、1月31日和10月5日被宣佈為全國性假日。

## 象徵
葡萄牙國旗顯示三種重要的象徵：國旗色彩、浑仪和盾。

### 顏色
國旗背景由綠色和紅色組成，其真正的含義比起通行的釋義更爲模糊和神秘。通行的釋義出現於一黨獨大的新國家時期（1933年至1974年），聲稱綠色代表希望，紅色代表革命之血。 有人認爲這無非是一種宣傳策略，給其選擇提供一個體面的理由而已。
事實上這兩種顏色在1910年前都從未使用在國旗上。儘管如此，它們仍出現在幾种重要的歷史旗幟中：若昂一世的旗幟內在紅邊上有綠色的阿維什十字；地理大發現期間基督會的紅十字常出現在海軍的白底三角旗上；1640年葡萄牙從西班牙治下恢復獨立時，革命軍普遍使用綠色背景的旗幟；然而沒有什麽可靠的證據表明以上就是國旗顔色的由來。另一種解釋是現在的國旗起源于1891年的革命期間懸掛在波爾圖大會堂的旗幟，紅底上有一個綠色圓盤和題詞「Centro Democrático Federal «15 de Novembro»」（「十一月十五日」聯合民主中心），代表一個受共濟會啟發的共和團體。在隨後的20年中，紅色和綠色出現在了所有共和黨相關的東西上。紅色，來自于1891年的旗幟，代表了共和黨領導的革命、民主運動和民眾運動；綠色，來自于奧古斯特·孔德指定的、實證主義者的旗幟，作爲一個政治理想納入了共和國的政治基石。

### 浑仪

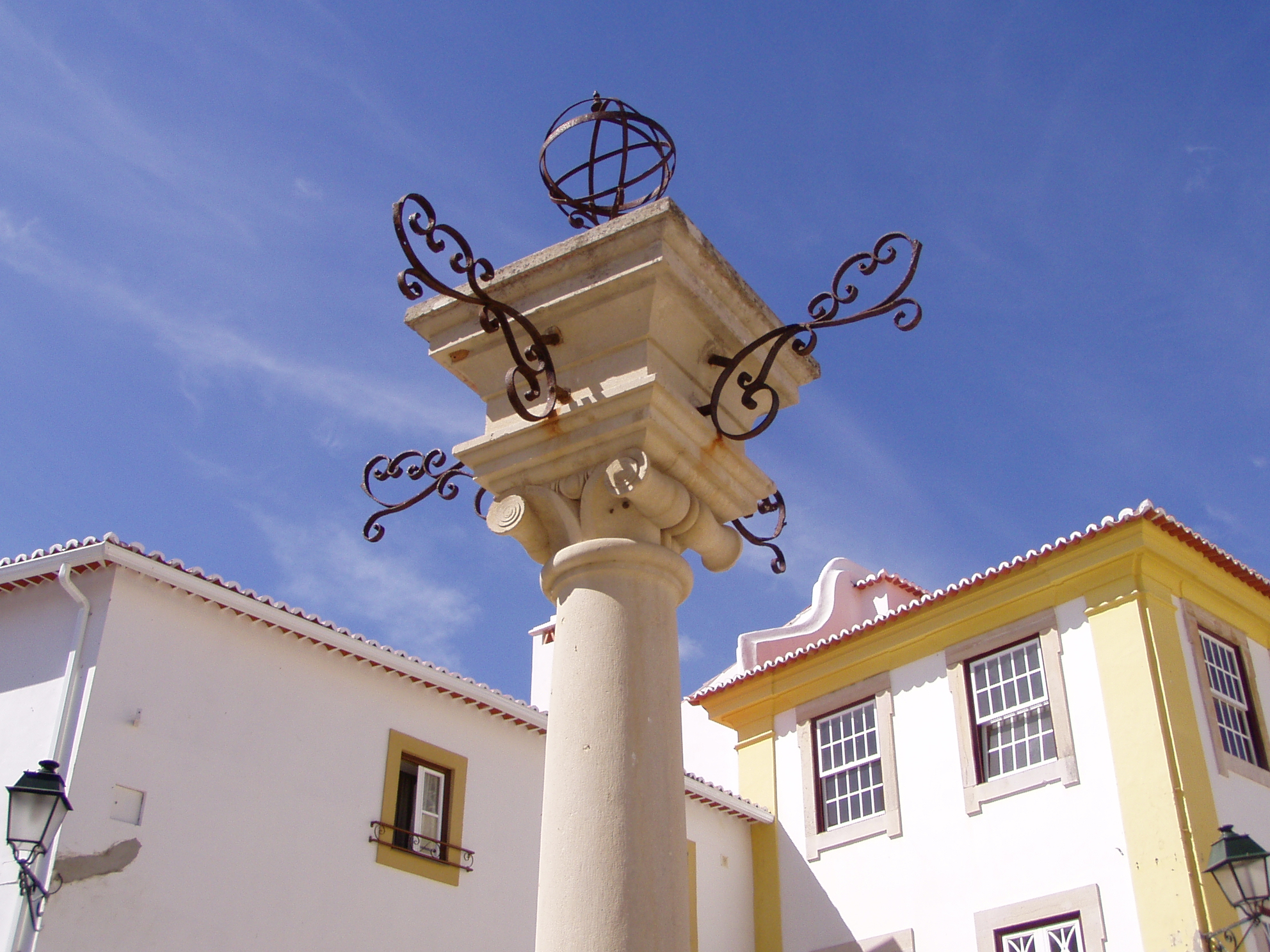
康士坦西亞公共區雕柱頂上的浑仪

浑仪在當時是在天文學和導航上相當重要的儀器；在地理大發現（或稱大航海時代）時期，葡萄牙船員常使用它來探索未知海域。浑仪在國家最重要的時期—葡萄牙航海時代—成為一種符號象徵，這也就是為何曼努埃爾一世要把浑仪使用在他的個人旗幟上。
它同時被航行於首府和巴西之間的船隻使用為旗幟，成為後來巴西王國和帝國的國旗。
加入浑仪的意義是其共用主要的風格：曼奴埃爾式的建築作品，例如熱羅尼莫斯修道院和貝倫塔。 

### 盾徽

葡萄牙盾牌目前的設計。從1640年開始啟用，但在1707和1830年的盾牌格式稍有變異。
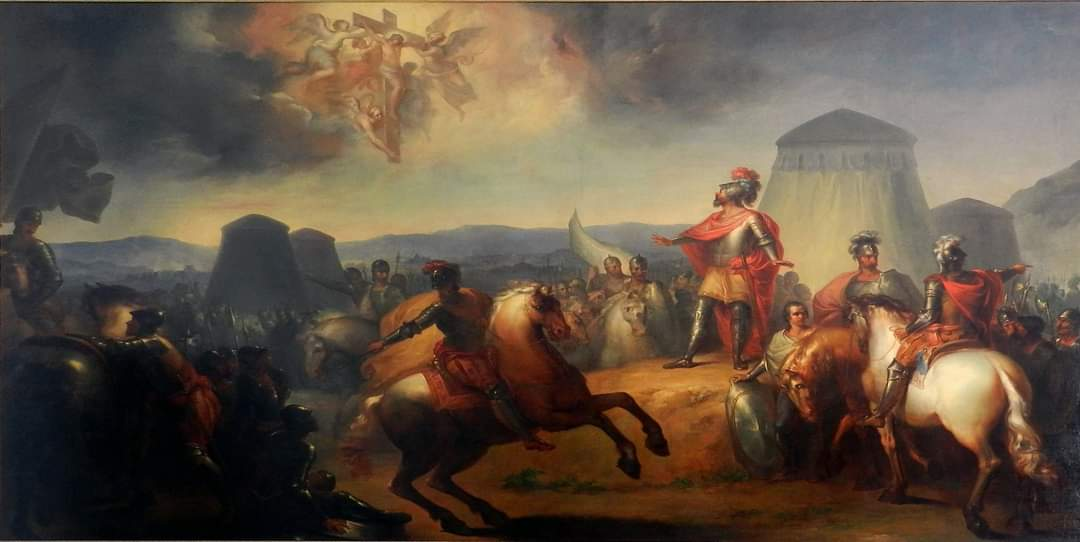
《奧里克的奇蹟》 多明哥斯·賽楷拉，作於1763年。

國旗上的葡萄牙盾最先開始是以桑喬一世的旗幟為基礎。在國旗的演變中，盾也有所變化。
在白色內盾內有五個Quinas（藍色的小盾牌），飾有五個白色圓形「bezants」（比占），排成X形十字，這種盾牌可以從一個故事：「奧里克的奇蹟」說起。
這故事環繞着奧里克戰爭（1139年7月25日），一個老隱士認為阿方索·恩里克斯（未來的阿方索一世）是神的信使。他預言阿方索的勝利，並向他保證上帝正眷顧着他和同伴。使者建議阿方索翌日晚上聽到附近的小教堂鳴鐘時離開營地。在這麼做時，他看到了耶穌在十字架上的幻影，便大喜；阿方索聽到耶穌許諾這場和未來戰爭的勝利，神的意願透過阿方索和他的子孫建立一個獨立國家而聲名遠播，並選擇葡萄牙去履行任務。
眾人在這精神的經驗裡士氣大振，阿方索他們打敗了無數敵人。有傳阿方索打敗了塞維利亞、巴達喬茲、埃法斯、艾芙拉和貝雅泰法斯的五位摩爾人君主並消滅敵軍。因為為了感激，他合併五個盾（Quinas）排列成一個十字，表現神蹟讓他戰勝敵人的五君主。並以聖痕的形式排列銀色比占。總和所有比占（中間的算双倍）有三十個，象徵加略人猶大的三十銀幣。
但是有證據指出，阿方索一世時期每個Quina上的比占大於五個。實際上只有15世紀法南·洛佩斯有記錄，幫助支持這種解釋。「奧里克的奇蹟」作為一個純粹的神話，有準確性的問題和過分的愛國之情。
『七座城堡』被視為葡萄牙戰勝摩爾人的國家象徵，阿方索三世據傳在1249年征服阿爾加威的七座敵城。然而這只不過是民間傳説，因為阿方索三世的旗幟雖然有城堡，但數目不是七座；原來數目並不詳，重組的旗幟有十六座城堡；旗幟在1385年改為九座城堡，1485年改為七座城堡。一種關於旗幟紅色邊緣的城堡起源的假說描述阿方索三世同卡斯蒂利亞的關係（他的母親和第二任妻子的出身地），卡斯蒂利亞王國的徽章為紅底上的黃色城堡。

## 歷史
自從建國以來，國旗總是和皇室徽或國徽有着密切關聯；從1640年開始，兩者並沒有官方的區別。這種演變把大多數的符號合併成當前的國徽。

### 1095年–1248年
- 亨利伯爵 (1095)
- 阿方索一世 (1143)
- 桑喬一世 (1185)

最初的紋章符號為葡萄牙伯爵勃艮第的亨利在與摩爾人戰爭期間所使用的白底藍十字。這種設計沒有可靠來源，因為它是由重建而成，並因新國家政權（Estado Novo regime）被廣泛地接受。這種旗和拉科魯尼亞的舊艦隊旗有相似之處，加利西亞自治區之旗來自於聖安德魯十字，現在以此為基礎的區旗仍在沿用。.
亨利之子阿方索·恩里克斯繼承郡地並做出同樣式的盾牌。1139年在奧里克戰爭戰勝穆拉比特的摩爾人軍隊，並自封「葡萄牙國王阿方索一世」。在1143年，卡斯蒂利亞承認葡萄牙獨立。阿方索改變他的盾牌以反映葡萄牙新的地位。消息來源指出阿方索一世更換的紋章是白底藍十字加上五組十一個排成盾形的比占（很可能是大頭銀釘），五組比占一樣排成十字形，象徵阿方索可以發行代表葡萄牙的貨幣。
在阿方索一世統治時期，修復在戰爭中損傷的盾牌並非易事，所以對盾牌做的改變如漏失細節、變色或染色很常見。當桑喬一世在1185年接替王位時，被繼承一面非常舊的盾牌——藍染皮革製成的十字已經遺失，但是釘釘處仍有殘留。這自然變成下一個國徽的基礎，把原來的十字轉換成照比占排列的輪廓外型，也就是Quina盾。桑喬的個人盾牌（稱為「Portugal ancien」為白底和排列成十字形的五個quinas，每個quina盾有十一個比占。縱向的盾為直線排列，左右兩個盾則為底朝中央。桑喬的兒子阿方索二世和孫子桑喬二世皆使用這種徽章，因為直系血親通常有家徽設計，是直接繼承的。當桑喬二世的弟弟阿方索三世在1248年成為國王後，徽章也更換成新的形式。

### 1248年–1495年
- 阿方索三世 (1248)
- 若昂一世 (1385)
- 若昂二世 (1485)

阿方索三世不是長子（也就是桑喬二世的旁系血親），因此根據紋章學的作法，他不能完全繼承父親的紋章，必須加入個人變化。在成為國王之前，阿方索三世和布洛涅的瑪蒂爾達二世，但是因為阿方索三世登上葡萄牙王位，且瑪蒂爾達無力生育繼承人，他們在1253年離婚。阿方索三世接着娶卡斯蒂利亞的阿方索十世之私生女卡斯蒂利亞的布里特絲為王后。阿方索三世的徽章設計很可能有關於他的家庭同卡斯蒂利亞有着密切聯繫（阿方索三世的母親也是卡斯蒂利亞人），新的紋章除了原來的皇室徽，多加了上面有若干黃色城堡的紅色花邊。

阿維什十字

內部包含桑喬一世的紋章，雖然比占數目可能是7、11或16，16為阿方索三世為布洛涅伯爵期間的個人旗幟使用的比占數目。這種設計用到1383年勃艮第王朝結束，繼承權危機使國家和卡斯蒂利亞戰爭並陷入無秩序狀態。
1385年，隨着阿勒祖巴洛特戰役，創立第二王朝；阿維什騎士團首領若昂繼承王位，成為若昂一世。若昂一世加入十字末端飾有百合花型紋章，代表騎士團的阿維什十字在紅邊上，因此城堡數目減少至十二個（三個各以Ｌ字型據一角），而每個藍色Quina盾上的比占減少至七個。這面旗幟使用百年，直到1485年若昂一世的曾孫若昂二世改變了它的風格，其中重要的變化—移除阿維什十字，重新設計Quina讓它看起來平滑且寬，並確定把比占的數目減到每個quina盾上五個，並排成聖安德魯十字形，花邊上城堡的數量則減至七個，並沿用到現在。若昂二世的國旗是最後使用紋章旗幟作為「國旗」者。在1495年他去世後，繼承人徹底地改變了國旗的樣式。

### 1495年–1667年
- 曼努埃爾一世 (1495)
- 若昂三世 (1521)
- 塞巴斯蒂昂 (1578)
- 若昂四世 (1640)

曼努埃爾一世在1495年繼承王位。曼努埃爾一世首次把傳統的正方形紋章旗幟換成縱橫比2:3的矩形旗幟，紋章則放在中央。具體地說，旗幟是白色矩形底，中央的紋章輪廓改成尖頂拱盾形，紅色花邊的城堡增至十一個，盾形紋章的頂上則置着開放式的王冠。這面旗幟專門使用為代表王國的旗幟；因為曼努埃爾一世有自己個人的旗幟，其中的設計包括浑仪。
1578年，在致命戰役三王戰役前夕（正值塞巴斯蒂昂統治期間），國旗再次被修改：將城堡減回七個，並把王冠改成封閉式的三拱冠，象徵一個強大王權。隨着塞巴斯蒂昂「失蹤」，他的大伯父恩里克主教替代他進行短暫的統治。1580年，西班牙國王費利佩二世（或稱腓力二世）強行合併葡萄牙，成為葡萄牙國王菲利佩一世。而在腓力二世屬下個人聯盟的情況下，葡萄牙仍是自治的構成國家，不是西班牙屬下的行政區。所以基於這一類行政的情形，葡萄牙使用以塞巴斯蒂昂的旗幟為基礎的國旗，西班牙則使用自己原來的旗幟。哈布斯堡王朝作為葡萄牙的統治者，他們的旗幟也加入葡萄牙的紋章。
1640年，國家重獲獨立，一場政變使布拉干薩公爵若昂即位為若昂四世，他把旗幟上的尖頂拱盾稍作改變為圓弧形，也就是「葡萄牙式盾」。這項改變使皇室徽章和國徽分成獨立的旗幟。

### 1667年–1830年
- 佩德羅二世 (1667)
- 若昂五世 (1707)
- 若昂六世 (1816)

1667年，當阿方索六世的弟弟佩德羅二世取代王位，佩德羅二世改變了國旗上的王冠以適應當前的趨勢，他把王冠改成五拱冠。新國旗使用時間並不久，佩德羅二世的兒子若昂五世在1707年即位後隨即翻新旗幟。深受強調「豪華顯眼」庭院風格的法國國王路易十四和當時法國在歐洲的政治和文化影響，若昂五世把在王冠內加上紅布，而原本的圓弧形盾牌也以方形、底部有小尖頂的Samnitic（法國式）盾牌取代。這種旗幟在「君即國」的專制時期被使用，這段時期的君主包括若昂五世（1707年至1750年）、若塞一世（1750年至1777年）和瑪莉亞一世（1777年至1816年）。
當瑪莉亞一世去世，王室正在巴西，因為1807年拿破崙帶領的法軍入侵葡萄牙，布拉干薩王室不得不遷都里約熱內盧。1815年，巴西的殖民地被提昇為巴西帝國，而葡萄牙和巴西的聯合即稱「葡萄牙、巴西和阿爾加維聯合王國」（Reino Unido de Portugal, Brasil e Algarves）。瑪利亞一世的兒子若昂六世改變國旗以反映並代表新的聯合王國—盾改回葡萄牙式的圓弧形盾，並在盾的下層放置藍色填充的黃色浑仪（當時的巴西國徽），皇冠樣式則相同—內置紅布的五拱冠。除了皇冠和白色背景，這種國旗和現在的國旗較相似。

### 1830年–1910年
- 瑪莉亞二世 (1830)，陸地用
- 瑪莉亞二世 (1830)，海上用

1826年，若昂六世在里斯本去世。他的長子佩德羅曾經宣布巴西獨立，1822年即位為巴西皇帝佩德羅一世；而若昂六世去世，身為長子的佩德羅理所當然即位為葡萄牙和阿爾加維國王佩德羅四世。由於巴西新憲法不允許巴西和葡萄牙的君主為同一人，於是佩德羅把葡萄牙的王位讓給自己7歲的長女瑪莉亞·達·格洛里亞，即瑪莉亞二世。而佩德羅之弟米格爾成為攝政，並且要娶瑪利亞·達·格洛里亞為妻。但是1828年，米格爾廢黜瑪莉亞二世自封國王，並取消1822年的自由憲法，成為專制統治君主。此事引發了自由戰爭。
自由派組成獨立的政府，流亡在亞速群島的特塞拉島上。正是這一政府頒布了兩項法令制定修正的國旗。米格爾一世支持者則繼續使用若昂六世的旗幟。自由主義者在旗幟上面作重大的變化：新旗幟背景分為藍色和白色，徽章放在色彩交界處；徽章的改變則是取下浑仪與恢復使用若昂五世時期的「法國式」盾牌。這面旗幟專門作為陸上使用並代表國家的國旗；海上使用的旗則是藍色占三分之一，其餘為白色，而徽章仍在交界處；因此徽章會偏向旗杆方。
1834年，隨着米格爾戰敗流亡，瑪莉亞二世得以復位，並將新設計的藍白旗幟懸掛在里斯本作為新的國旗。這面旗幟陪伴葡萄牙度過最後八十年的君主制時期，直到1910年被目前的綠紅旗幟取代。

## 旗幟禮儀

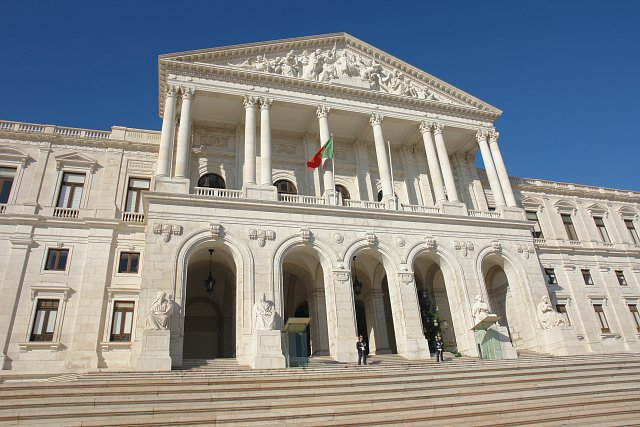
在里斯本葡萄牙議會升起的國旗。

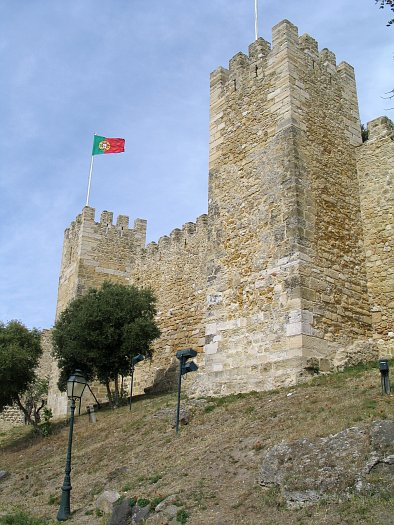
在聖喬治城堡升起的國旗。

《葡萄牙憲法》關於使用國旗的部分相當缺乏且不完整。在某些情形下仍然可追溯到20世紀初，是關於陸軍和海軍使用旗的規範，但多是20世紀末完成。
第50號法令的修訂版在1987年3月30日公佈：國旗在星期日和國定假日從上午九點懸掛至日落。在官方儀式或其他正式公共會議也可以懸掛在現場。如中央政府、其他區域或地方自治機關或首長的私人機構認為適當，國旗可以懸掛在其他日子。國旗必須遵循法定的設計標準，並要良好保存。
在政府主要機構，國旗可以在日常時候懸掛；也可以懸掛在民用與軍用的國家古蹟及中央、區或地方的行政機構。只要遵守相關的法律手續，公民和私人機構也可以懸掛。在以國家為基礎的國際組織，或在國際會議上等類似情況，根據協議懸掛國旗。
如果宣佈全國追悼，會下半旗數天。
在和其他旗一起展示時，國旗不能有較小的尺寸，並必須較突出。根據有關協議：
- 兩支旗桿：懸掛在人正面向旗桿時，右手邊的旗桿；
- 三支旗桿：懸掛在中央旗桿；
- 四支以上的旗桿：
  - 室內：奇數旗桿掛在中央旗桿；偶數旗桿掛在位於中央旗桿右邊的旗桿；
  - 室外：掛在最右邊的旗桿；

如果旗桿高度不一，自家的國旗必須懸掛在最高的旗桿；旗桿應該放在顯得尊重的位置：地面、建築門面及建築物的屋頂。在公共活動中不懸掛國旗時，國旗可以懸掛在显著的地點；但不能拿來作裝飾，覆蓋或其他目的可能降低它的價值。

## 军事旗帜
除了国旗，葡萄牙还有专门的軍旗。然而，在军事设施和建筑前仍悬挂通常的是国旗，軍旗多在阅兵时使用。

軍旗
艦艏旗
服役長三角旗

### 軍旗
现在的軍旗在1911年開始採用，尺寸為寬度1.20米，長度1.30米的長方形，縱橫比為12:13；可照比例調整長寬。背景色彩一樣是綠和紅，兩種顏色的比例為各半（1:1）。中央則是經過修改的完整版本國徽：除了包含盾牌與浑仪的小型國徽，周圍還圍繞兩枝黃色月桂枝；柄上有繫緞帶，在完整國徽中為綠色和紅色的一雙緞帶結繫在一起，但是在軍旗上稍微不同：為單條白色緞帶，上面寫了一首作者為路易·瓦茲·德·賈梅士的詩句：「Esta é a ditosa pátria minha amada」（意為：這是我心愛的幸福祖國）。浑仪的寬度則為旗寬的三分之一；而如果照前面所述旗的原來尺寸，浑仪的寬為35公分，長為45公分。
如使用於部隊，會使用1.25米的金色邊緣正方形，底部還有一條白色緞帶寫有部隊番號，懸掛在長矛形，刻上單位名稱（或縮寫）的桿，並飾以紅、綠、金纓。

### 舰首旗
葡萄牙舰首旗只使用在軍艦的船首等，從日出到日落懸掛。國旗在航行时一直悬挂在船尾，停泊时從日出到日落懸掛。舰首旗是正方形旗，綠邊紅底，中央放置小型國徽。綠色邊和浑仪直徑分別是旗寬的八分之一和七分之三。

## 其他政府旗帜
一些葡萄牙的國家高官都能展示個人旗代表身份。葡萄牙總統（葡萄牙語：Presidente da República）使用的國旗大體上類似國旗，以墨綠色為唯一背景色，小型國徽置於中央。它通常被懸掛在總統官邸—貝倫宮，和將小型的旗懸掛在總統座車。總理旗是縱橫比2:3的白色矩形旗和綠色的X形十字，小型國徽在正中央，和飾有黃色月桂葉圖暗的紅色花邊。其他部長旗沒有紅色花邊。葡萄牙共和國議院（葡萄牙語：Assembleia da República）的旗是綠色邊緣白色長方形，中央有小型國徽 。

總統旗
議院旗
總理旗
部長旗

## 延伸閱讀
- Coelho, Trindade.  2nd ed. Porto: Emprésa Litteraria e Typographica. 1908. OCLC 6129820.
- Pinheiro, Columbano Bordalo.  1st ed. Lisbon: Imprensa Nacional.  [1910]. OCLC 24780919.

## 外部連結
- 在Flags of the World網站上的葡萄牙國旗
- 在台灣國旗歷史網上的葡萄牙國旗沿革
- （葡萄牙文） 葡萄牙共和國行政官方網站 （页面存档备份，存于）
- （葡萄牙文） 葡萄牙共和國行政博物館 （页面存档备份，存于）